# (5427) Jensmartin
(5427) Jensmartin est un astéroïde de la ceinture principale de la famille de Hungaria.

## Description
(5427) Jensmartin est un astéroïde de la ceinture principale, de la famille de Hungaria. Il présente une orbite caractérisée par un demi-grand axe de 1,93 UA, une excentricité de 0,07 et une inclinaison de 20,4° par rapport à l'écliptique.

## Compléments